# Цибенко Костянтин Остапович
Костянти́н Оста́пович Цибенко (1902, Боровиця — 11 листопада 1967, Київ) — голова колгоспу «Більшовик» Шосткинського району Сумської області Української РСР. Герой Соціалістичної Праці (26.02.1958). Депутат Верховної Ради СРСР 4—6-го скликань (1954–1966 роки).

## Біографія
Народився в 1902 році в селі Боровиця (нині Чигиринського району Черкаської області) в бідній селянській родині. З 1910 року працював пастухом в економії поміщика. З 1921 по 1925 рік навчався в агропрофшколі у Черкасах.
У 1925–1929 роках — студент Уманського сільськогосподарського інституту.
З 1929 року працював старшим агрономом Чигиринської районної колгоспспілки на Черкащині, потім завідував навчальною частиною сільськогосподарського технікуму в місті Оріхові Запорізької області. У 1934–1941 роках був на керівних посадах у Народному комісаріаті землеробства Української РСР: старший агроном, головний агроном. Член ВКП(б) з 1941 року.
У 1941–1943 роках працював старшим агрономом машинно-тракторної станції в Ростовській і Сталінградській областях РРФСР, в 1943–1950 роках — начальником територіального управління в Міністерстві сільського господарства Української РСР.
У жовтні 1950 року за власним бажанням пішов на роботу в відстаючий колгосп, був обраний головою колгоспу «Більшовик» у селі Погрібках Шосткинського району Сумської області, яким керував до 1967 року. За короткі терміни вивів колгосп у передові.
Указом Президії Верховної Ради СРСР від 26 лютого 1958 року за особливі заслуги в розвитку сільського господарства та досягнення високих показників з виробництва зерна, цукрових буряків, м'яса, молока та інших продуктів сільського господарства і впровадження у виробництво досягнень науки і передового досвіду Цибенку Костянтину Остаповичу присвоєно звання Героя Соціалістичної Праці з врученням ордена Леніна і золотої медалі «Серп і Молот».
Був делегатом ХХ, XXI і ХХІІ з'їздів КПРС. 
Автор праць: 
- Агротехніка підживлення олійних культур і бавовнику, 1936;
- Другий рік без трудодня. — М., 1958;
- Що дає грошова оплата / / колгоспно-радгоспного виробництва. — 1965. — № 8.

Жив у селі Погрібках, останні роки життя, коли важко хворів — у Києві. Помер у 1967 році. Похований на Байковому кладовищі в Києві.

## Відзнаки
Нагороджений орденами Леніна (26 лютого 1958), Трудового Червоного Прапора, «Знак Пошани», медалями. Почесна грамота Президії Верховної Ради Української РСР (1962). Заслужений агроном УРСР (5.03.1956).